# Gashina
Gashina (가시나?, GasinaLR) è una canzone della cantante sudcoreana Sunmi. È stata pubblicata come CD e singolo digitale il 22 agosto 2017 da Makeus Entertainment e The Black Label. La canzone è il primo singolo estratto dal suo secondo EP Warning.
Gashina segna la prima pubblicazione di Sunmi dopo lo scioglimento del suo gruppo musicale, le Wonder Girls, e la scadenza del suo contratto con JYP Entertainment.

## Composizione
Scritta da Teddy Park, Sunmi, Joe Rhee e 24, la traccia è stata descritta come "di stile dancehall e synth pop con un'atmosfera orientaleggiante e con melodie distinte e ritmiche di basso". È stata co-prodotta da The Black Label, una filiale di YG Entertainment.
Il titolo è l'abbreviazione della frase in coreano "gashinayo", che si traduce in "andarsene" in italiano. La parola "Gashina" (가시나?) viene anche usata per appellare una ragazza in una maniera irrispettosa ma giocosa.

## Accoglienza
La canzone ha debuttato al numero 2 nella classifica di Gaon Digital Chart, dal 20 al 26 agosto 2017, con 174,383 download e 4,670,275 stream. Nella seconda settimana, la canzone ha raggiunto il picco della classifica, con 151,199 download – rimanendo nella prima posizione nella Download Chart – e 7,201,441 stream. La canzone si è piazzata al numero 15 per il mese di agosto e ha raggiunto la posizione massima del numero 3 il mese seguente. Ha venduto oltre 667,590 download digitali già a settembre 2017.
La canzone ha debuttato al numero 3 sulla World Digital Song Sales negli Stati Uniti, con 1.000 download venduti nella settimana finente il 9 settembre 2017.
Gashina è inoltre la 32ª canzone più venduta del 2017 in Corea del Sud, con 1.190.380 download venduti.

## Classifiche

### Classifiche settimanali
| Classifica (2017) | Posizione massima |
| ----------------- | ----------------- |
| Corea del Sud     | 1                 |

### Classifiche di fine anno
| Classifica (2017) | Posizione |
| ----------------- | --------- |
| Corea del Sud     | 32        |

## Riconoscimenti

### Premi dei programmi musicali
Inkigayo
- - 3 settembre 2017
  - 10 settembre 2017
  - 24 settembre 2017

M Countdown
- - 7 settembre 2017

Show Champion
- - 6 settembre 2017